# Hrvatska nogometna reprezentacija do 15 godina
Hrvatska nogometna reprezentacija za igrače do 15 godina starosti (U-15) se natječe od 1994. godine. Pod organizacijom je Hrvatskog nogometnog saveza.
Trenutačni izbornik je Sreten Ćuk.
Reprezentacije do 15 godina nemaju službena natjecanja, nego igraju samo prijateljske utakmice ili turnire. Reprezentacija je do svibnja 2013. odigrala ukupno 62 službene utakmice, ostvarivši 32 pobjede, 15 neriješenih rezultata i 15 poraza, uz gol-razliku 93:63.

## Rekordi
| Najviše nastupa - Davor Lovren (7) - Vinko Soldo (7) - Adrian Zenko (7) - Branimir Kalaica (7) - Ivan Delić (7) - Antonio Lukanović (7) |  | Najbolji strijelci - Marko Dabro (5) - Antonio Lukanović (5) - Marko Livaja (4) - Marko Kolar (4) - Josip Bašić (4) - Nikša Petrović (3) - Ivan Bičanić (3) - Alen Halilović (3) - Davor Lovren (3) |

## Vanjske poveznice
- Službene stranice HNS-a